# Air Botswana
Air Botswana è la compagnia aerea di bandiera del Botswana di base a Gaborone, presso l'Aeroporto Internazionale Sir Seretse Khama. Opera voli regionali, domestici e charter.

## Storia
Fondata nel 1972 per sostituire la Botswana Airways, nel 1988 passa sotto il controllo del Ministero del Lavoro, dei Trasporti e Comunicazioni del Botswana.
L'Air Botswana è membro attivo dell'African Airlines Association e regolare partecipante agli incontri dell'International Air Transport Association (IATA).

## Flotta
Al 21 ottobre 2016 la flotta di Air Botswana è così composta:
| Aereo            | In flotta | Ordini | Passeggeri | Passeggeri | Passeggeri | Passeggeri | Note |
| Aereo            | In flotta | Ordini | J          | W          | Y          | Totale     | Note |
| ---------------- | --------- | ------ | ---------- | ---------- | ---------- | ---------- | ---- |
| ATR 42-500       | 3         | —      | —          | —          | 47         | 47         |      |
| ATR 72-212A      | 1         | —      | —          | —          | 68         | 68         |      |
| Canadair CRJ-100 | 1         | —      | —          | —          | 50         | 50         |      |
| Totale           | 5         | 0      |            |            |            |            |      |

## Incidenti
L'11 ottobre 1999 Chris Phatswe, un ex pilota di Air Botswana, ruba l'ATR 42 A2-ABB e lo lancia contro altri ATR dello stesso tipo dopo aver girato per due ore intorno all'Aeroporto Internazionale Sir Seretse Khama. Phatswe risulta essere l'unica vittima del disastro.
Dietro al suo gesto si celava del rancore nei confronti della compagnia aerea. Due mesi prima, infatti, aveva fallito un esame fisico, venendo di conseguenza dichiarato non idoneo al volo, ma non l'aveva mai accettato.